# 羅蘭多·馬斯費雷爾
羅蘭多·阿卡迪奧·馬斯費雷爾·羅哈斯（西班牙語：Rolando Arcadio Masferrer Rojas，1919年7月12日—1975年10月3日），綽號老虎，古巴的政治人物，獨裁者巴蒂斯塔的忠實支持者，曾成立游擊隊協助當權者排除異己，巴蒂斯塔倒台時，羅蘭坐快艇偷渡到美國佛洲，去到美國後，仍憑其政治影響力與黑手黨大佬小桑多·崔菲坎提及工會領袖吉米·霍法等人聯繫，又曾獲美國總統甘迺迪接見，古巴政府嘗試將羅蘭引渡回古巴，但不成功，羅蘭最終在汽車炸彈襲擊中身亡。